# IHD-Spielbetrieb
Der IHD-Spielbetrieb bezeichnet die Inlinehockey Spielklassen unter der Leitung der Sportkommission Inlinehockey Deutschland (IHD) des Deutschen Rollsport- und Inline-Verbandes (DRIV).
Zum 1. Vorsitzenden der Sportkommission Inlinehockey ist Lars Krautmann gewählt worden, als 2. Vorsitzender fungiert Marcel Müller, 1. Stellvertreter ist Marco Albrecht.
Vorgänger des 1. Vorsitzenden als offiziell gewählte Repräsentanten der Sportkommission Inlinehockey sind:
Dirk Schulz,
Stefan Weber,
Tobias Grebestein,
Marco Albrecht (kommissarisch)

## Geschichte
1998 wurde erstmals die Inline Hockey Liga auf Bundesebene ausgetragen, auf einem Turnier aller Landesmeister und Vizemeister am 24. bis 25.10. desselben Jahres in Karlsruhe wurde der deutsche Meister ermittelt. Das Finale gewann Neu-Isenburg gegen Hanau 2:0.
Bis einschließlich zur Saison 2006 trug die Liga den Namen IHL-Bundesliga; die Namensänderung erfolgte zur Saison 2007, als die IHD als eigenständige Kommission im DRIV etabliert wurde, anschließend lautete die Bezeichnung IHD-Bundesliga. Seit 2021 führt die „IHD“ auch die Bezeichnung: „DRIV Inlinehockey“. 
Der Deutsche Meister wurde in der Saison 2008 und 2009 allerdings in der Deutschen Inline-Hockey-Liga (DIHL) ermittelt. Die DIHL wurde 1996 durch den Deutschen Eishockey-Bund (DEB) gegründet und bis 2007 betrieben. Die IHD und der DEB haben sich darauf geeinigt, die DIHL in den Jahren 2008 und 2009 gemeinsam zu organisieren. Die IHD übernimmt die Organisation der Gruppenspiele in der Division Nord, der DEB die Organisation der Gruppenspiele in der Division Süd. Die IHD-Bundesliga wurde parallel zur DIHL ausgetragen, da sich nur Vereine aus Ligen eines nationalen Verbandes der Federation Internationale de Roller Skating (heute World Skate) für den Europapokal qualifizieren können. Der Sieger der IHD-Bundesliga durfte sich allerdings nicht Deutscher Meister nennen.
Die deutsche Meisterschaft 2017 wurde in Baunatal ausgetragen, in den Jahren 2018 und 2019 fand sie Mannheim statt. Im Jahr 2020 gab es Covid-19 bedingt nur ein Finalturnier in Assenheim. 2021 fand das Final4 um die Deutsche Meisterschaft in Beverungen statt, nachdem die Teilnehmer zweigleisig (aus „1.IHD-Bundesliga“ und „PRHL Pro Division“) ermittelt wurden. Qualifizierter internationaler Vertreter Deutschlands waren im Jahr 2021 die Hauptstadt Jungs Berlin (vom Spreewölfe Berlin e.V.), bei der „Euro Ligue“ des „WorldSkate Europe“. 
Zur Saison 2021 wurde in einer außerordentlichen Sitzung der Sportkommission Inlinehockey im DRIV, unter Vermittlung der Landesverbände im DRIV, ein gemeinsamer Vorstand aus dem „freien“ Spielbetrieb der „Pro Roller Hockey League“ und der „IHD“ (Inlinehockey Deutschland) gewählt. In der Folge organisierte sich der offizielle Inlinehockey-Spielbetrieb in Deutschland über die Pro Roller Hockey League. Mit dem Rücktritt der Verantwortlichen der „Pro Roller Hockey League“ aus den Vorstand der Sportkommission Inlinehockey im DRIV, verlor diese wieder den Status des offiziellen Spielbetriebes. Dieser wird seitdem erneut allein über die von den Landesverbänden gewählte und vom DOSB anerkannte Sportkommission Inlinehockey organisiert. Im Jahr 2022 fand das Finale der Deutschen-Herrenmeisterschaft in Assenheim (Hessen) statt, bei der im selben Jahr durch den Weltverband „WorldSkate“ und die „MIHWA“ organisierten Masters-Weltmeisterschaft, errang die Deutsche Inlinehockey Nationalmannschaft (welche in allen Altersklassen allein durch die Sportkommission Inlinehockey im DRIV berufen werden kann) überraschend „Silber“ und darf sich daher „Vize-Weltmeister“ nennen. Die Sportkommission Inlinehockey erreicht man über die Website des Dachverbandes, den Deutschen Rollsport und Inlineverband, oder unter „DRIV-Inlinehockey.de“ 
Im Jahr 2022 stiftete die Stahlbaufirma „Living Steel“ auf Initiative Marcel Müllers und des Vorstandes der Sportkommission Inlinehockey einen Wanderpokal, auf welchem alle Meister seit 1998 verewigt wurden. Dieser wird nun seit 2022 an den „offiziellen Deutschen-Inlinehockey-Meister“ vergeben.

### Bisherige Meister
- 1998 Isenburg Crows
- 1999 Assenheim Patriots
- 2000 Assenheim Patriots
- 2001 Assenheim Patriots
- 2002 Assenheim Patriots
- 2003 Starbulls Rosenheim
- 2004 Assenheim Patriots
- 2005 Kaufungen Sharks
- 2006 Kaufungen Sharks
- 2007 Kaufungen Sharks
- 2008 Assenheim Patriots
- 2009 Kaufungen Sharks
- 2010 Kaufungen Sharks
- 2012 DEG Rhein Rollers
- 2013 DEG Rhein Rollers
- 2014 Pinguine Baunatal
- 2015 Pinguine Baunatal
- 2016 Pinguine Baunatal
- 2017 ISC Mannheim
- 2018 ISC Mannheim
- 2019 DEG Rhein Rollers
- 2020 Hauptstadt Jungs Berlin
- 2021 Pinguine Baunatal
- 2022 Hauptstadt Jungs Berlin

(Anmerkung: In der Saison 2002 gab es neben der DIHL und der (damals so bezeichneten) IHL-Bundesliga noch die "Bundesliga" des Deutschen Inlinehockey-Bundes (DIHB), der aus der HIHL hervorging, die vom hessischen Ski-Verband organisiert wurde. Meister dieser Liga wurden die Kaufungen Sharks. Die übrigen Teilnehmer waren Torpedo Steinberg, Friedberg Twister, Pinguine Baunatal, ERC Ludwigshafen Scorpions und SCM Kojoten Erfurt; alle Vereine wechselte danach in die IHL; heute IHD.)